# 파체르
파체르(핀란드어: Fazer [ˈfatser][*])는 핀란드의 식품 기업이다. 1891년 카를 파체르가 헬싱키 중심부 클루비 가 3번지에 설립한 "프랑스-러시아 과자점" 이 그 시초다. 이후 푸나부오리 테흐타 가 29번지에 초콜릿 공장을 차리면서 사업을 확장하기 시작했다.
오늘날 파체르의 사업은 제과 뿐 아니라 다양한 방면에 걸쳐 있는데, 구내식당 체인인 파체르 아미카(Fazer Amica), 제빵 부문인 파체르 베이커리, 제과 부문인 캔디킹, 카페 체인인 파체르 카페(Fazer café) 이렇게 4개 부문으로 크게 나뉜다.
핀란드 현지에서 카를 파체르 밀크초콜릿이 유명하다. 유명하며, 그 외에도 피흘라야, 미그논, 판테리, 오마르, 키스메트, 튀르키스크 페베르 등이 파체르에서 생산하는 과자 및 사탕들이다.